# Zankovići
Zankovići este un sat din comuna Bar, Muntenegru. Conform datelor de la recensământul din 2003, localitatea are 249 de locuitori (la recensământul din 1991 erau 196 de locuitori).

## Demografie
În satul Zankovići locuiesc 188 de persoane adulte, iar vârsta medie a populației este de 37,4 de ani (36,4 la bărbați și 38,4 la femei). În localitate sunt 87 de gospodării, iar numărul mediu de membri în gospodărie este de 2,86.
Populația localității este foarte eterogenă.
|  |

| Demografie | Demografie | Demografie |
| An         | Locuitori  | Locuitori  |
| ---------- | ---------- | ---------- |
|            |            |            |
|            |            |            |
|            |            |            |
|            |            |            |
| 1948       | 48         |            |
| 1953       | 67         |            |
| 1961       | 71         |            |
| 1971       | 134        |            |
| 1981       | 131        |            |
| 1991       | 196        | 185        |
| 2003       | 254        | 249        |

| \| Componența etnică conform recensământului din 2003[2] \| Componența etnică conform recensământului din 2003[2] \| Componența etnică conform recensământului din 2003[2] \| Componența etnică conform recensământului din 2003[2] \| Componența etnică conform recensământului din 2003[2] \| \| ----------------------------------------------------- \| ----------------------------------------------------- \| ----------------------------------------------------- \| ----------------------------------------------------- \| ----------------------------------------------------- \| \| \| \| \| \| \| \| Muntenegreni \| Muntenegreni \| \| 115 \| 46,18% \| \| Sârbi \| Sârbi \| \| 105 \| 42,16% \| \| Croați \| Croați \| \| 6 \| 2,4% \| \| Albanezi \| Albanezi \| \| 3 \| 1,2% \| \| Iugoslavi \| Iugoslavi \| \| 2 \| 0,8% \| \| Maghiari \| Maghiari \| \| 1 \| 0,4% \| \| necunoscută \| necunoscută \| \| 0 \| 0% \| |              |  |     |        |
| Componența etnică conform recensământului din 2003 |              |  |     |        |
| |              |  |     |        |
| Muntenegreni | Muntenegreni |  | 115 | 46,18% |
| Sârbi | Sârbi        |  | 105 | 42,16% |
| Croați | Croați       |  | 6   | 2,4%   |
| Albanezi | Albanezi     |  | 3   | 1,2%   |
| Iugoslavi | Iugoslavi    |  | 2   | 0,8%   |
| Maghiari | Maghiari     |  | 1   | 0,4%   |
| necunoscută | necunoscută  |  | 0   | 0%     |